# Desert Speedtrap
Desert Speedtrap Starring Road Runner & Wile E. Coyote är ett TV-spel utgivet 1994 till Sega Master System och Sega Game Gear.

## Handling
Spelet är ett plattformsspel där Hjulben skall akta sig för Gråben. Hjulben kan hoppa, äta fågelfrön som ger honom energi, samt springa.

### Fotnoter
1. ↑  ”Desert Speedtrap” (på engelska). Mobygames. 11 mars 1994. http://www.mobygames.com/game/desert-speedtrap-starring-road-runner-and-wile-e-coyote. Läst 7 juni 2014.